# Universidad de Santa Catalina
La Pontificia y Real Universidad de Santa Catalina o Universidad de Osma fue fundada en 1550 por el obispo portugués Pedro Álvarez de Acosta en El Burgo de Osma (Soria). Fue clausurada en 1841. El edificio que la albergaba se conserva en la actualidad como un hotel.

## 1.ª etapa: grandeza (1541 - 1751)
Universidad promovida por el obispo de Osma Pedro Álvarez de Acosta (1539-1563), con facultades de Artes, Cánones, Medicina y Teología; autorizada el 5 de agosto de 1550 por bula canónica del papa Julio III, y dedicada a Santa Catalina de Alejandría. Felipe II mediante Real Cédula del 31 de enero de 1562 la tomó bajo su protección y amparo. De esta manera adquirió la doble condición de Pontificia y Real Universidad.

## 2.ª etapa: decadencia (1751 - 1807)
Por los cambios políticos y pedagógicos, así como por la falta de recursos económicos cayó en decadencia desde 1751. Los estudios se suprimieron entre el 30 de octubre de 1770 y el 1 de diciembre de 1778. Se reanudaron con gran esplendor intelectual, pero con motivo de la Guerra de la Independencia Española se clausuró de nuevo el 5 de agosto de 1807.

## 3.ª etapa: suspensión (1814 - 1841)
Aunque se reabrió el 7 de octubre de 1814, no se normalizaron los estudios ni las cátedras. Hubo un nuevo cierre entre el 19 de noviembre de 1833 y el 1 de octubre de 1839, al considerar la Universidad un centro de agitación política. Fue trasladada a Soria hasta su cierre definitivo en el curso 1841 - 1842. Posteriormente, el edificio fue instituto de segunda enseñanza, cuartel, instituto laboral e incluso acogió, en los meses de agosto, cursos universitarios de verano.

## Edificio

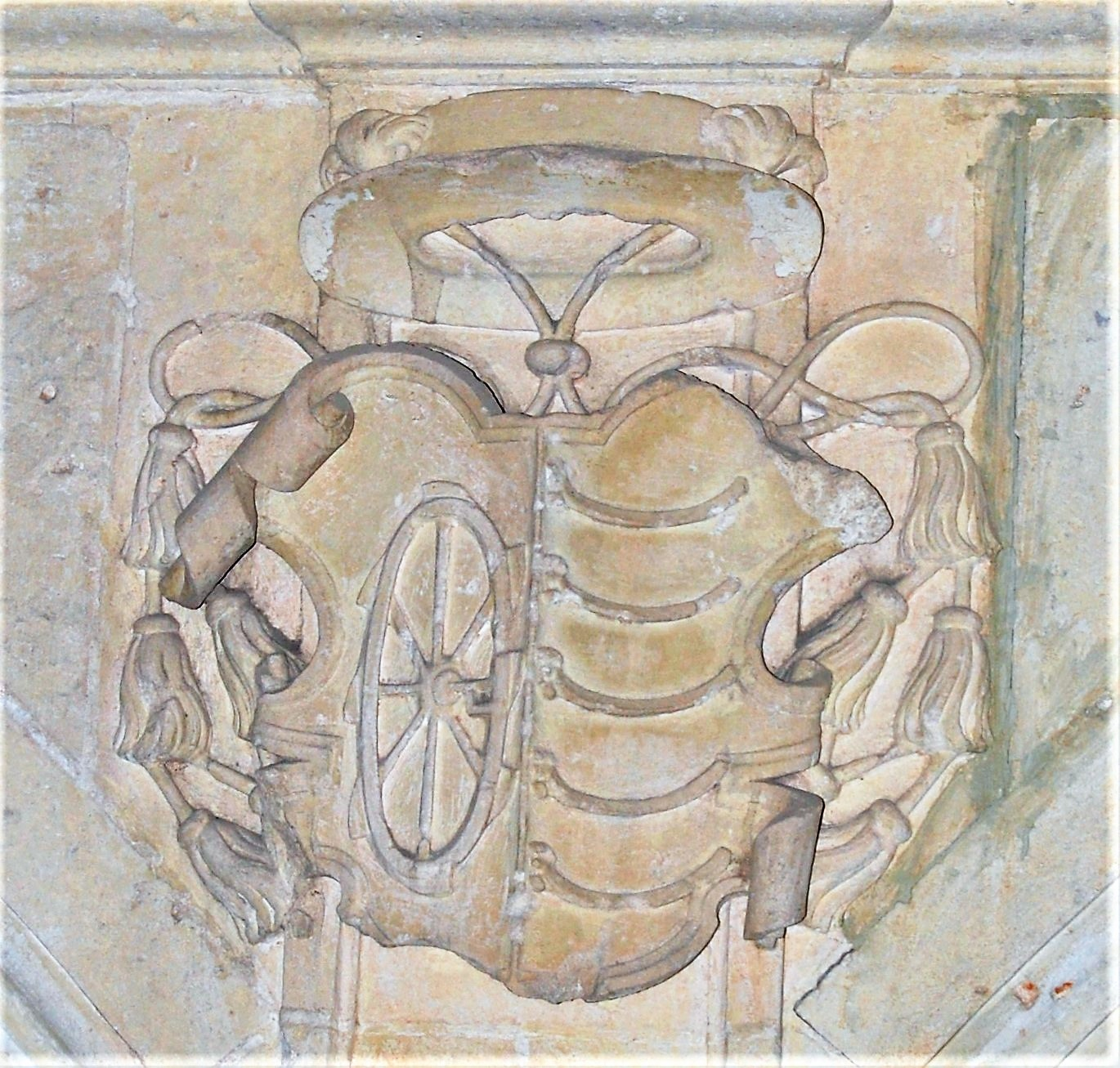
Escudo del Obispo Pedro Álvarez de Acosta.

La edificación es de planta cuadrada, y está estructurada mediante un gran patio con columnas. Las obras iniciadas en el año 1541, concluyeron en 1549; aunque posteriormente se realizaron varias reformas a cargo de Bernasconi en 1779. 
La portada es de estilo plateresco. Tiene dos grandes columnas decoradas con grutescos y figuras en relieve en la parte inferior, y están acanaladas en su parte superior. Sobre el dintel que enmarca la puerta de acceso al interior, se encuentra el nicho entre columnas que cobija la imagen de Santa Catalina de Alejandría y, en sus flancos, sendos escudos del obispo Acosta. Corona este segundo cuerpo un frontón triangular. En un tercer nivel superior el escudo imperial de Felipe II que rompe la cornisa y es de época posterior. 
En su interior tiene un amplio claustro renacentista de planta cuadrada, que dispone de dos pisos conectados por una monumental escalinata. El claustro está rodeado de doble arcada apoyada en columnas de fustes lisos (toscanas), siendo la arcada del piso inferior de arcos de medio punto y la del superior de arcos carpaneles. En el patio aparecen escudos del patrono y sugerentes gárgolas.

## Uso actual

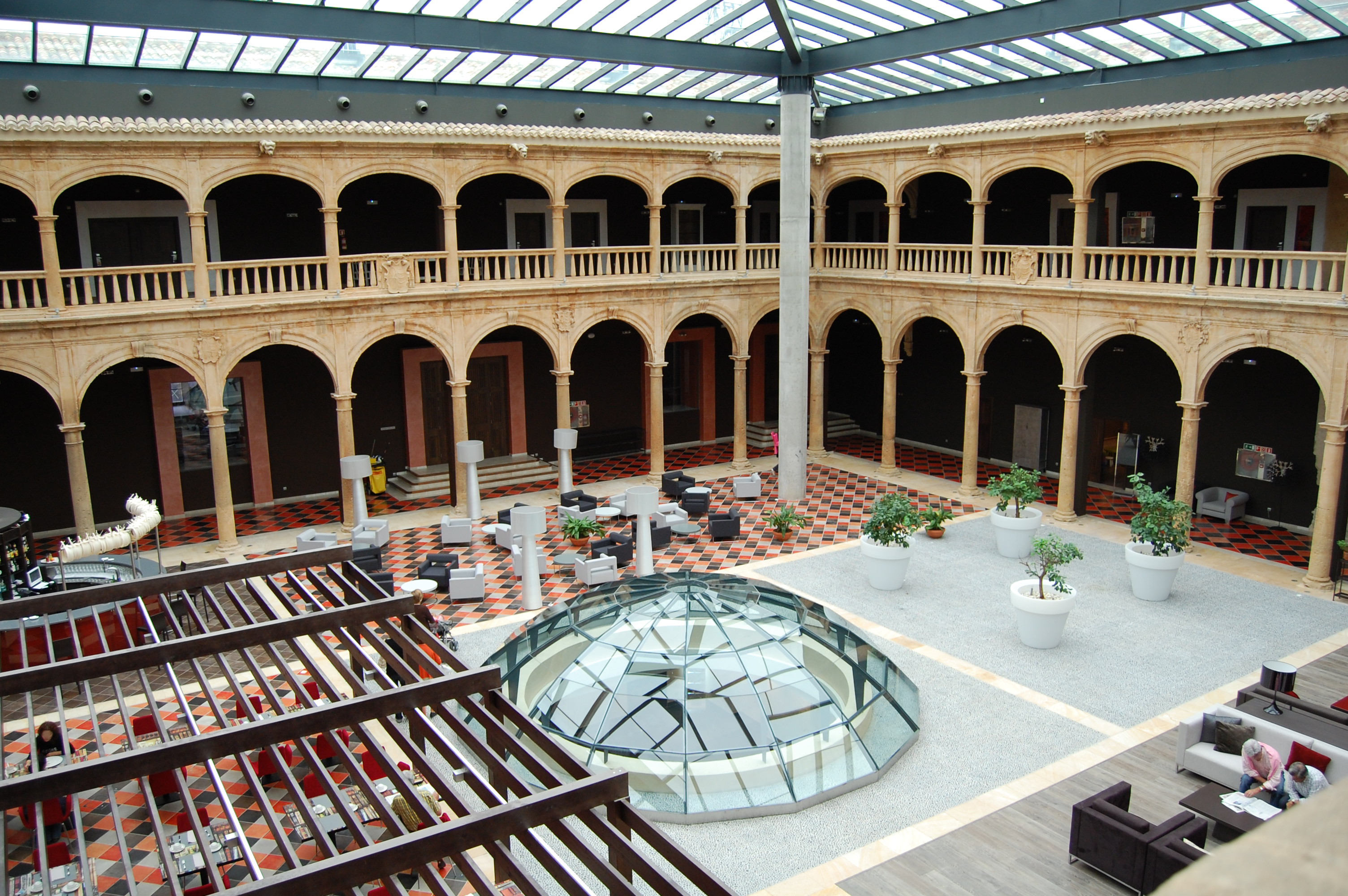
Estado actual del patio de la Universidad de Santa Catalina.

La Red de Hosterías Reales de Castilla y León, Castilla Termal y el Grupo Olmedo Hoteles transformó el edificio renacentista de la antigua Universidad de Santa Catalina, situada en plena travesía de la CN-122, en un establecimiento hotelero de calidad que incluye una zona termal de  1.500 metros cuadrados en dos plantas sótano y 62 habitaciones.

## Alumnos y profesores ilustres
- Gaspar Melchor de Jovellanos (1744-1811) escritor, jurista y político.
- Manuel de Lardizábal y Uribe (1739-1820) jurista novohispano.
- Basilio Ponce de León (1570-1629) teólogo y poeta.